# This Summer
This Summer is een nummer van de Britse band Squeeze uit 1995. Het is de eerste single van hun elfde studioalbum Ridiculous.
"This Summer" is, zoals de naam al doet vermoeden, een zomers nummer. De ik-figuur bezingt hoe hij een vrolijke en onbezorgde zomer tegemoet gaat, omdat hij smoorverliefd is op zijn vrouw. 
Het nummer bereikte een bescheiden 36e positie in het Verenigd Koninkrijk. In 1996, een jaar nadat het origineel werd uitgebracht, verscheen er een remix die het met een 32e positie nog beter deed in de Britse hitlijsten.